# 四里镇
四里镇为湖南省桂阳县所辖镇。2012年4月，由原四里乡与六合乡成建制合并新设。四里镇辖33个行政村、2个社区，总面积126.11平方公里，总人口5.31万人，镇政府驻四里圩（原四里乡驻地）。

## 行政区域
- 四里乡2012年4月与六合乡合并前行政区划代码431021215，政府驻四里圩；下辖（2011年末）四里村、梅家村、安乐村、石盘村、船形村、排楼村、阴泉村、美丽村、竹山村、蛟龙村、雷塘村、均真村、长冲村、社溪村、李家村、芙塘村、谭家村、东塘村共计18行政村。
- 2012年4月并入的六合乡原行政区划代码431021216；六合乡（2011年末）下辖六合村、阳家村、石龙村、源头村、岩龙村、龙源村、白田村、油井村、西汾村、立新村、饶家村、芹溪村、田心村、复成村、河田村共计15行政村。